# Pașalâcul Timișoara

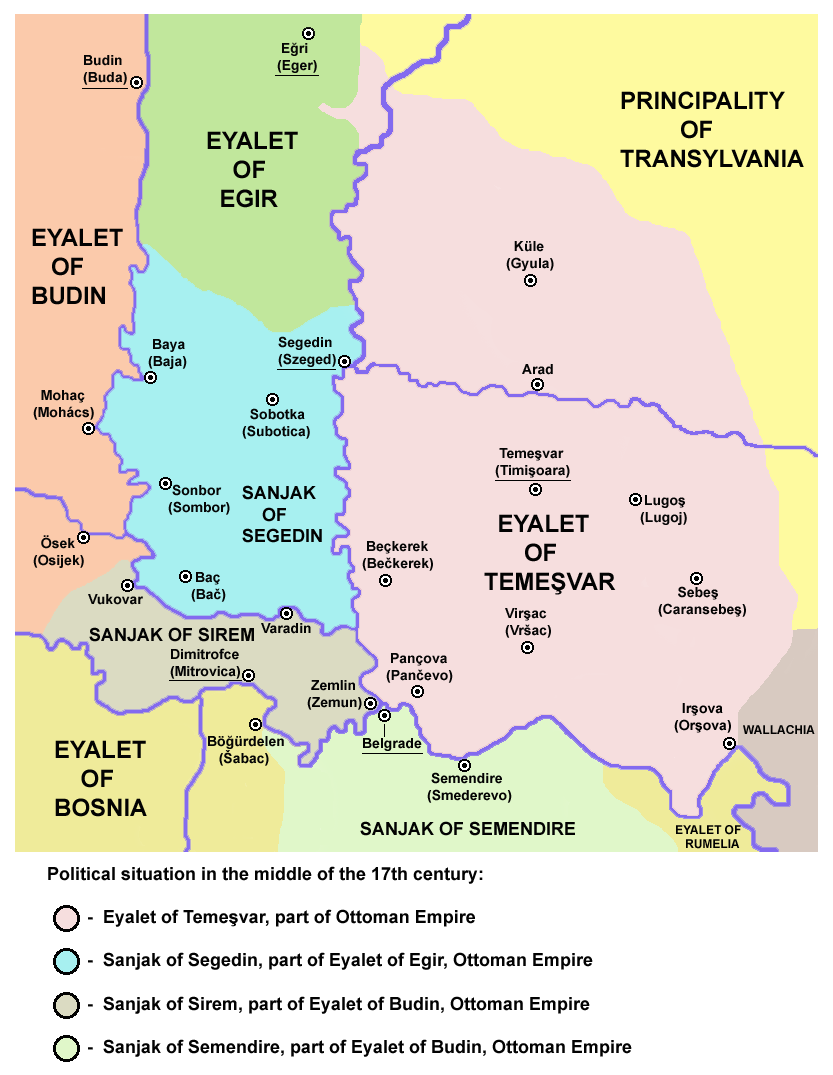
Harta reprezentând Pașalâcul Timișoara

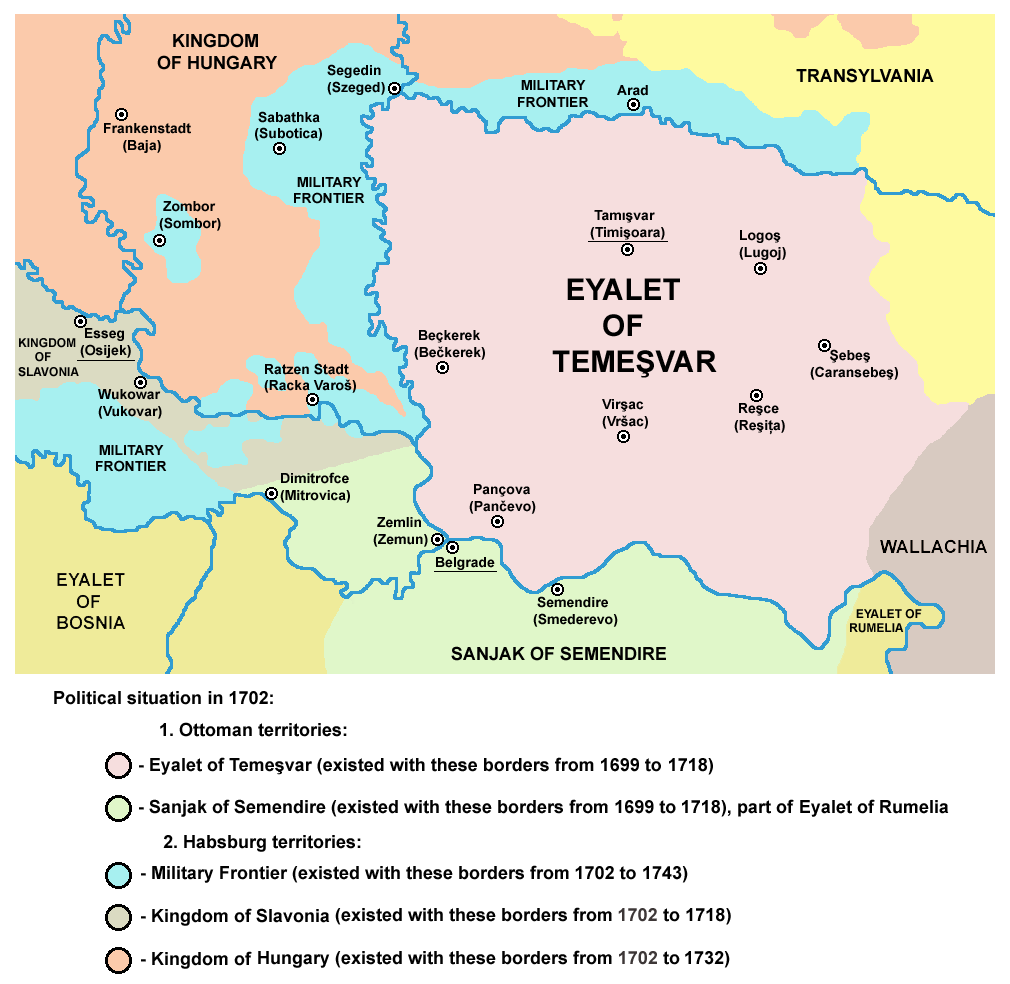
Pașalâcul Timișoara (1699)

Pașalâcul Timișoara (în turcă Eyâlet-i Temeşvar) a fost o entitate administrativă în perioada după 1552, anul ocupării părții de vest a Banatului de către otomani, până în 1716, când habsburgii i-au alungat din provincie.

## Administrația
Provincia era condusă de către un pașă de rang superior, cu două tuiuri, adică de către un beglerbeg. Acesta avea în subordine sangeacbeii, șefii sangeacurilor (steagurilor), diviziunile administrative ale pașalâcului.
La început pașalâcul cuprindea sangeacurile Lipova, Cenad, Felnac, Arad, Gyula, Moldova Veche și Ineu. În 1660 numărul acestora crescuse mai mult decât dublu, prin expansiunea pașalâcului spre nord și est: Timișoara, Lipova, Cenad, Gyula, Ineu, Moldova Veche, Caransebeș, Lugoj, Arad, Făget, Becicherecul Mare.
Sangeacurile erau divizate în așa numitele kaza, conduse de un judecător, un kadi. Subunități administrative și mai mici erau comunele, numite nahiye și satele ori cătunele, numite karye .

## Economia

### Agricultura
Ca peste tot în imperiul Otoman, pământul era proprietatea sultanului. Feudele erau atribuite în folosință temporară, contra unei rente, militarilor și funcționarilor care se făcuseră remarcați prin diverse servicii aduse sultanului și imperiului. Pământul nu se transmitea ereditar. Marile feude, numite hassuri și voievodalîcuri, ființau alături de altele mai mici, numite zaimuri și timare, administrate de zaimi și timarioți, numiți, într-un cuvânt, sipahi, adică spahii, cavaleri . De aici provine termenul dialectal bănățean, spăhie, utilizat pentru desemnarea stăpânului feudal, a domnului de pământ. 

În perioada ocupației otomane, în Banat, agricultura și creșterea animalelor aveau ponderea cea mai mare între activitățile economice. 

Cultivarea cerealelor, în special a grâului, dar și a orzului, în mai mică măsură, a ovăzului și secarei ocupau cele mai mari suprafețe arabile. Din a doua jumătate a secolului al XVII-lea a fost introdus în cultură, cu rezultate deosebite, porumbul, care a devenit foarte popular, înlocuind meiul din alimentația de bază a oamenilor și vitelor. 

Dintre animalele domestice erau răspândite mai ales oile, a căror creștere a fost impulsionată de cererea mare din partea musulmanilor, vitele mari (boi, bivoli) și caii . 

## Religia

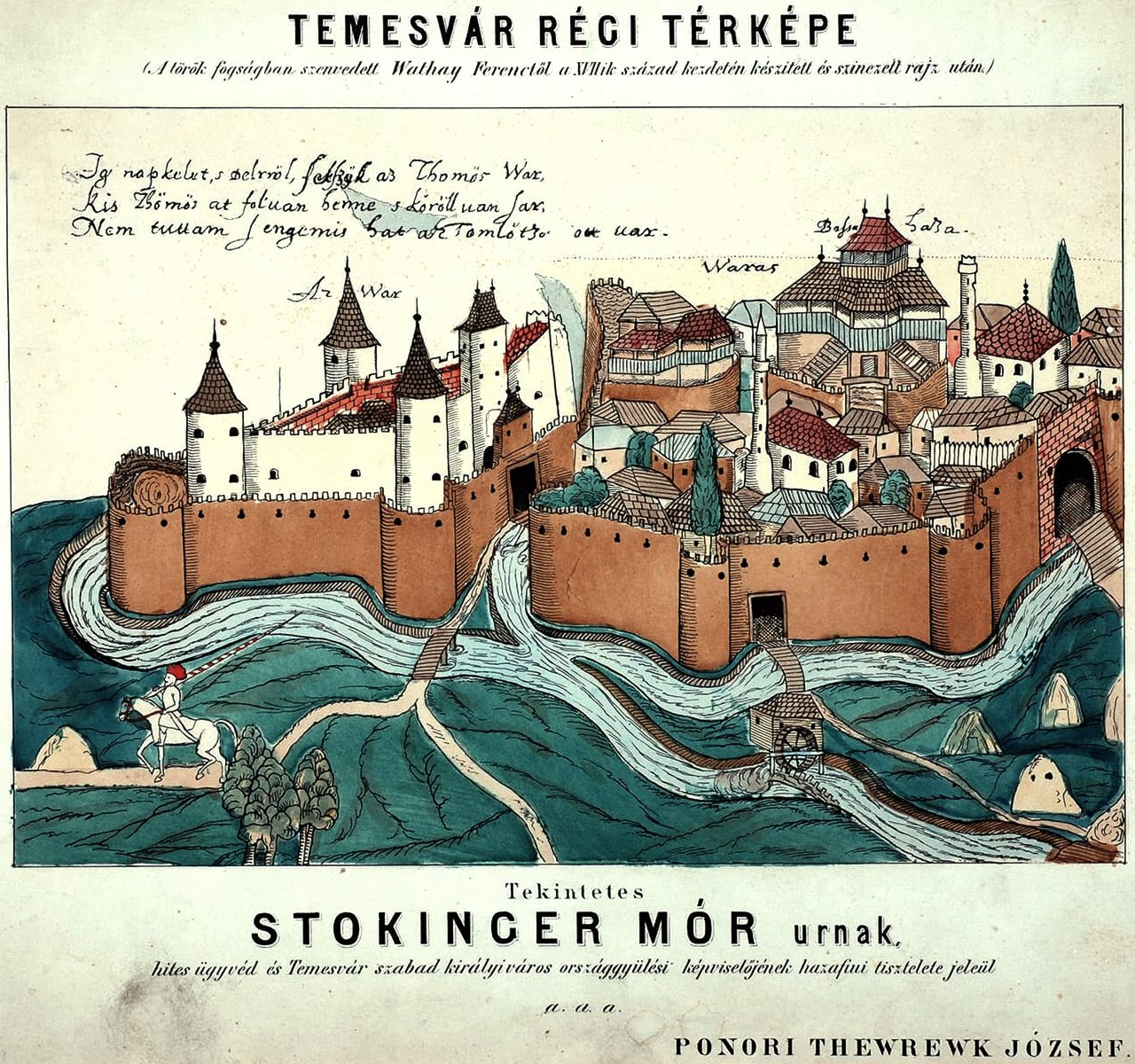
Cetatea otomană la 1602

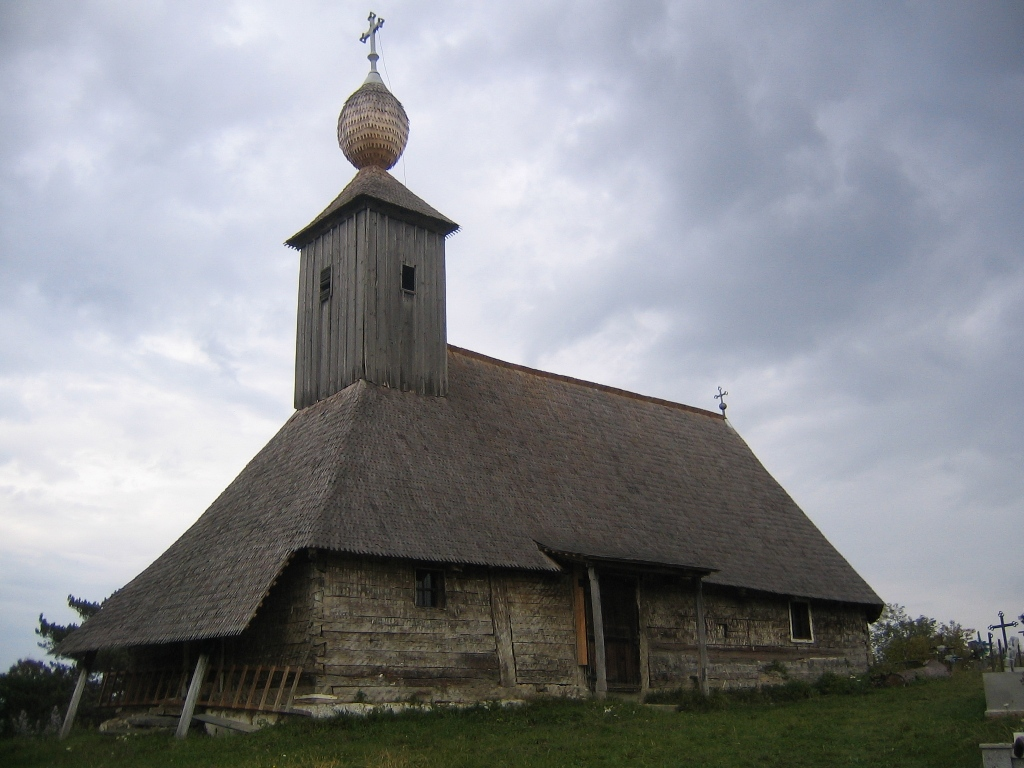
Biserica din lemn "Nașterea Sf. Ioan Botezătorul din Românești" (secolul XVIII)

Religia oficială în Pașalâcul Timișoara era cea musulmană. Unele biserici catolice din Timișoara și Arad, precum vechea biserică franciscană din Timișoara, au fost transformate în moschei. Catolicii din Cenad și din celelalte orașe au fost alungați. Credința creștin-ortodoxă era tolerată. Ortodocșii din pașalâc se aflau sub jurisdicția Patriarhiei de la Ipek (Peć), înființată în 1557. Pe teritoriul bănățean s-au organizat două episcopii ortodoxe, existente deja în 1594, una la Timișoara, avându-l ca ierarh pe vlădica Theodor, iar cealaltă la Vârșeț. Dintre toți episcopii bănățeni ai perioadei otomane, cel mai cunoscut a devenit Iosif cel Nou de la Partoș, canonizat la 28 februarie 1950 de Biserica Ortodoxă Română. Un document valoros din acele timpuri, care atestă existența a mai bine de două sute de sate din Banatul acelor vremuri, este Catastiful Patriarhiei de la Ipek, în care au fost consemnate călătoriile din 1660 și 1666 „în românime” ale călugărilor sârbi trimiși de patriarhul Maxim pentru a strânge donații de la creștinii din pașalâc..